# Peter Kam
Peter Kam aka Peter Kam Pui-Tat (chinesisch 金培達 / 金培达, Pinyin Jīn Péidá, Jyutping Gam1 Pui4daat6, kantonesisch Kam Pui-tat; * 23. August 1961 in Hongkong) ist ein chinesischer Komponist und Schauspieler. Kam gewann auf der Berlinale 2006 den Silbernen Bären für die Musik zu Isabella.

## Leben und Wirken
Kam studierte Musik an der San Francisco State University und später auch Komposition an der Dick Grove School of Music. In Hongkong ist er vor allem als Komponist von Filmmusiken bekannt. Darunter der Soundtrack zu The Warlords, Spion wider Willen, Mr. Nice Guy und Isabella.

## Filmographie (Auswahl)

### Filmmusik
- 1995: The Age of Miracles
- 1995: Infatuation
- 1996: Banana Club
- 1997: Full Alert
- 1997: Downtown Torpedos
- 1997: Legacy of Rage
- 1997: Mr. Nice Guy
- 1998: A True Mob Story
- 1998: Biozombie
- 1998: Hot War
- 1999: Purple Storm – Ein tödlicher Auftrag
- 1999: Fly Me To Polaris
- 2000: Tokyo Raiders
- 2000: Double Tap
- 2000: Summer Holiday
- 2000: Gen-X Cops 2: Metal Mayhem
- 2001: Para Para Sakura
- 2001: Spion wider Willen
- 2001: You Shoot, I Shoot
- 2002: 3 Extremes II
- 2002: Inner Senses
- 2002: Golden Chicken
- 2003: Lost in Time
- 2003: Golden Chicken 2
- 2003: Turn Left, Turn Right
- 2003: Men Suddenly in Black
- 2003: Hidden Track
- 2004: Rooster
- 2004: Throw Down
- 2004: One Nite in Mongkok
- 2005: House of Fury
- 2005: Wait 'Til You're Older
- 2005: 2 Young
- 2005: Drink-Drank-Drunk
- 2005: Childrens Dream Romance
- 2005: Perhaps Love
- 2006: Silk
- 2006: Isabella
- 2007: Protégé
- 2007: The Warlords
- 2007: Trivial Matter
- 2009: Stadt der Gewalt
- 2009: Bodyguards and Assassins
- 2010: Reign of Assassins
- 2010: Triple Tap
- 2010: Detective Dee und das Geheimnis der Phantomflammen
- 2010: Lover's Discourse
- 2011: Die Legende des Kung Fu Kaninchens
- 2012: The Viral Factor
- 2012: The Cold War
- 2013: Finding Mr.Right
- 2013: American Dreams in China
- 2013: Out of Inferno
- 2013: Firestorm
- 2014: Kung Fu Jungle

### Schauspieler
- 2001: You Shoot, I Shoot
- 2007: Trivial Matters
- 2010: Reign of Assassins
- 2014: Kung Fu Jungle

Quelle: Hong Kong Movie Database

## Auszeichnungen (Auswahl)
- 2000: Beste Original Filmmusik, Hong Kong Film Awards, für Fly Me to Polaris
- 2004: Beste Original Filmmusik, Hong Kong Film Awards für Lost in Time
- 2006: Beste Original Filmmusik, Hong Kong Film Awards, für Perhaps Love
- 2006: Bester Original Filmsong, Hong Kong Film Awards, für Perhaps Love
- 2006: Beste Filmmusik, Asia-Pacific Film Festival, für Perhaps Love
- 2006: Beste Filmmusik (Silberner Bär), Berlinale, für Isabella
- 2007: Beste Original Filmmusik, Hong Kong Film Awards, für Isabella
- 2010: Beste Original Filmmusik, Hong Kong Film Awards, für Bodyguards and Assassins
- 2012: Bester Komponist, Asian Film Awards, für Dragon
- 2012: Beste Original Filmmusik, Hong Kong Film Awards, für Dragon
- 2013: Beste Original Filmmusik, Hong Kong Film Awards, für Cold War

## Nominierungen (Auswahl)
- 1997: Beste Original Filmmusik, Hong Kong Film Awards, für Downtown Torpedos
- 2000: Beste Original Filmmusik, Hong Kong Film Awards, für Purple Storm – Ein tödlicher Auftrag
- 2000: Bester Original Film Song, Hong Kong Film Awards, für Fly Me to Polaris
- 2001: Beste Original Filmmusik, Hong Kong Film Awards, für Tokyo Raiders
- 2002: Bester Original Film Song, Hong Kong Film Awards, für Para Para Sakura
- 2003: Beste Original Filmmusik, Hong Kong Film Awards, für 3 Extremes II
- 2003: Beste Original Filmmusik, Golden Horse Film Festival, für Men Suddenly in Black
- 2004: Bester Original Film Song, Hong Kong Film Awards, für Turn Left, Turn Right
- 2004: Bester Original Film Song, Hong Kong Film Awards, für Lost in Time
- 2005: Beste Original Filmmusik, Hong Kong Film Awards, für One Night in Mangkok
- 2006: Beste Original Filmmusik, Hong Kong Film Awards, für Wait 'Til You're Older
- 2006: Beste Original Filmmusik, Golden Horse Film Festival, Silk
- 2006: Beste Original Filmmusik, Golden Horse Film Festival, für Perhaps Love
- 2007: Beste Original Filmmusik, Hong Kong Film Awards, für Isabella
- 2007: Bester Komponist, Asian Film Awards, für Isabella
- 2008: Beste Original Filmmusik, Hong Kong Film Awards, für Protégé
- 2008: Bester Original Film Song, Hong Kong Film Awards, für The Warlords
- 2011: Beste Original Filmmusik, Hong Kong Film Awards, für Detective Dee und das Geheimnis der Phantomflammen
- 2011: Beste Original Filmmusik, Hong Kong Film Awards, für Reign of Assassins